# Анвіта Віджай
Анвіта Віджай — австралійська винахідниця та програмістка з Мельбурну. Наймолодша учасниця WWDC, створила два додатки для iOS: Smartkins Animals app та Smartkins Rainbow Colors Flashcards Fun Learning.
Віджай почала програмувати у сім років, навчаючись по відеоуроках на Youtube. GoalsHi — назва першої створеної нею програми. За це вона виграла $10,000 у конкурсі Perth. На створення програм дівчинку надихнула молодша сестра, яка вчилася говорити та розрізняти тварин. Перший додаток отримав назву Smartkins Animals app. Він допомагає малюкам вивчити назви 100 тварин, дивлячись на картинку і паралельно слухаючи їхні звуки. Другий — Smartkins Rainbow Colors Flashcards Fun Learning, — допомагає запам'ятати кольори. У 9 років Анвіта була запрошена на конференцію, яка проводилася як частина стипендіальної програми компанії Apple. Вона отримала VIP місце та мала можливість зустрітися з сучасним директором Apple Тімом Куком.